# Aniela Gajewska
Aniela Gajewska (ur. ok. 1814, zm. 1864 w Woroneżu) – polska szarytka.
Ok. 1835 wstąpiła w Wilnie do Zgromadzenia Sióstr Miłosierdzia Św. Wincentego a Paulo prowincji litewskiej. Po okresie próbnym została wysłana w 1838 do szpitala w Żytomierzu, a po przekształceniu miejscowego szpitala w wojskowy przeniesiono ją do Wilna (1842). Pracowała tamże jako pielęgniarka w szpitalach św. Jakuba i przy ul. Sawicz.
W czasie powstania styczniowego uczestniczyła w pomocy oddziałom powstańczym, wspierana m.in. przez przełożoną Annę Dąbrowską. Nieświadomie przyczyniła się do dekonspiracji, kontaktując z powstańcami swojego bratanka Wiktora, który okazał się prowokatorem petersburskiej policji. Wskutek donosów Wiktora Gajewskiego aresztowano m.in. kilku działaczy Polskiego Komitetu Rewolucyjnego na Litwie (rozstrzelany został Tytus Dalewski). Aresztowane 10 czerwca 1863 siostry Gajewska i Dąbrowska, które skazano na pozbawienie praw i stanu zakonnego oraz ciężkie roboty na Syberii. 18 września 1864 Aniela Gajewska zesłana do woroneskiej guberni zmarła w drodze na zesłanie.

## Źródła
- Alfons Schletz, Aniela Gajewska, w: Polski Słownik Biograficzny, tom VII, 1948-1958 s. 213